# Ян Кароль Опалінський
Ян Кароль Опалінський (пол. Jan Karol Opaliński; 10 січня 1642 — 26 березня 1695) — урядник Королівства Польського в Речі Посполитій.

## Життєпис
Походив зі впливового польського шляхетського роду Опалінських гербу Лодзя. Другий син Кшиштофа Опалінського, познаньського воєводи, і Тереси Констанції Чарнковської. Народився 1642 року. Здобув класичну освіту.
Після смерті батька в 1655 році він став власником Сіракува, де він згодом приймав короля Яна II Казимира і його дружину Марію Людвику.
У 1673 році одружився Софією Ганною з роду Чарнковських. 1675 року після смерті тестя отримав староство мендзилензьке. 1681 року стає каштеляном Познані (до 1687 року). 1682 року після смерті брата отримав титул графа на Опаленицах і Бніні.

## Родина
Дружина — Софія Ганна, донька Адама Урієля Чарнковського, старости мендзилензького та осецького. Діти:
- Марія (1679),
- Катажина (1680—1747), дружина Станіслава I Лещинського, короля Польщі,
- донька (1681),
- Станіслав (1682).